# Chůze na 50 km

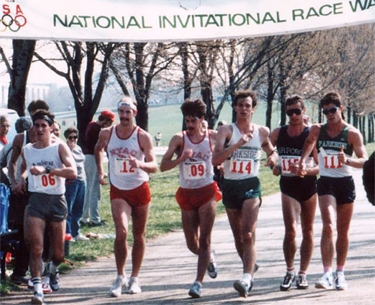
Chodci při závodu Světového poháru v roce 1987

Chůze na 50 km je olympijská atletická disciplína, ve které na silnici v minulost závodili pouze muži, ale od roku 2017 jsou na této vzdálenosti pořádány i závody žen.

## Současní světoví rekordmani

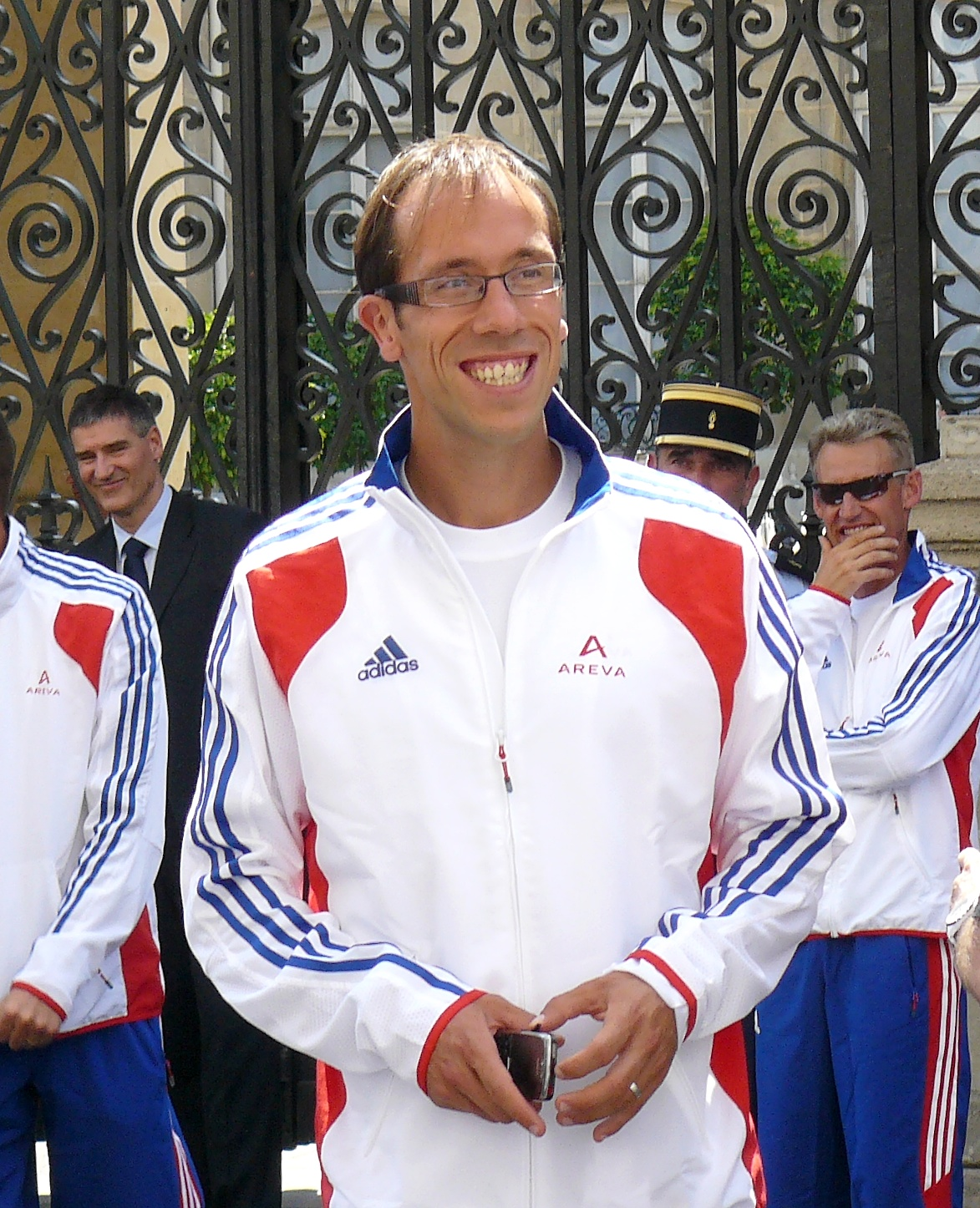
Muži - Yohann Diniz 3:32:33 hod.

## Současné rekordy – dráha
| Muži                      |                      |           |               |               |
| Rekord                    | Atlet                | Čas (min) | Město         | Datum rekordu |
| Světový (WR)              | Yohann Diniz (FRA)   | 3:32:33   | Curych        | 15. 8. 2014   |
| Mistrovství světa (MS)    | Yohann Diniz (FRA)   | 3:33:12   | Londýn        | 13. 8. 2017   |
| Afrika                    | Marc Mundell (RSA)   | 3:53:09   | Dudince       | 20. 3. 2021   |
| Asie                      | Yu Chaohong (CHN)    | 3:36:06   | Nanking       | 22. 10. 2005  |
| Evropa                    | Yohann Diniz (FRA)   | 3:32:33   | Curych        | 15. 8. 2014   |
| Severní a střední Amerika | Erick Barrondo (GUA) | 3:41:09   | Dudince       | 23. 3. 2013   |
| Oceánie                   | Nathan Deakes (AUS)  | 3:35:47   | Geelong       | 2. 12. 2006   |
| Jižní Amerika             | Andrés Chocho (ECU)  | 3:42:57   | Ciudad Juárez | 6. 3. 2016    |
| Muži na iaaf.org          |                      |           |               |               |